# 진천 산우물 대동계 문서 및 관련 자료
진천 산우물 대동계 문서 및 관련 자료(鎭川 山井 大洞稧 文書 및 關聯 資料)는 충청북도 진천군 진천읍 가산리에 있다. 2013년 5월 31일 충청북도의 민속문화재 제21호로 지정되었다.

## 개요
대동계는 미호천의 지류인 이내울천에 인접한 동성리, 가산리, 송두리, 상신리 등 4개리의 12개 마을에서 전승되어온 동계로 문서는 1807년(순조 7)에 작성된 「동내 입의·좌목 병부(洞內 立議·座目 幷附)」를 포함하여, 1848년, 1900년, 1917년, 1949년에 각각 작성되었다.
대동계는 최초 선조 회원의 성씨를 그대로 유지하면서 장자 승계를 원칙으로 하여 전승되고 현재 17개 성씨 96인이 회원으로 참여하여 그 명맥을 유지하고 있으며, 대동계 문서 외에 서문(序文)을 작성하였던 김익동(金翼東)의 교지와 시권(試券) 2점이 전하여 온다.
산우물 대동계는 상계(上契)에서 하계(下契)를 아우르는 대동계로 전환한 것이 특징이며, 조선 후기 대동계사를 이해하는데 중요한 자료이다.

## 참고 문헌
- 진천 산우물 대동계 문서 및 관련 자료 - 국가유산청 국가유산포털